# North Harbour International 2022
Die North Harbour International 2022 im Badminton fanden vom 20. bis zum 23. Oktober 2022 in Auckland statt.

## Sieger und Platzierte
| Disziplin    | Gold                       | Silber                       | Bronze                                     |
| ------------ | -------------------------- | ---------------------------- | ------------------------------------------ |
| Herreneinzel | Yushi Tanaka               | Riku Hatano                  | Chen Chi-ting                              |
| Herreneinzel | Yushi Tanaka               | Riku Hatano                  | Riki Takei                                 |
| Dameneinzel  | Shiori Saito               | Hirari Mizui                 | Liang Ting-yu                              |
| Dameneinzel  | Shiori Saito               | Hirari Mizui                 | Manami Suizu                               |
| Herrendoppel | Chang Ko-chi Po Li-wei     | Lee Fang-chih Lee Fang-jen   | Kevin Lee Ty Alexander Lindeman            |
| Herrendoppel | Chang Ko-chi Po Li-wei     | Lee Fang-chih Lee Fang-jen   | Donovan Willard Wee Jason Wong Guang Liang |
| Damendoppel  | Sung Shuo-yun Yu Chien-hui | Wendy Chen Gronya Somerville | Hsieh Pei-shan Tseng Yu-chi                |
| Damendoppel  | Sung Shuo-yun Yu Chien-hui | Wendy Chen Gronya Somerville | Lee Chia-hsin Teng Chun-hsun               |
| Mixed        | Chang Ko-chi Lee Chih-chen | Sumiya Nihei Minami Asakura  | Naoki Yamada Moe Ikeuchi                   |
| Mixed        | Chang Ko-chi Lee Chih-chen | Sumiya Nihei Minami Asakura  | Ye Hong-wei Lee Chia-hsin                  |